# Mikela Gastesi
Mikela Gastesi Berekoetxea (Gorriti, 27 de octubre de 1929 - 10 de septiembre de 1997) fue una profesora navarra de euskera. Participó en la creación y dirección de la primera ikastola de Navarra, la Ikastola Uxue, predecesora de las ikastolas San Fermín y Paz de Ziganda.

## Biografía
Mikela Gastesi nació en un ambiente campesino euscaldún en el concejo de Gorriti, parte del municipio navarro de Larráun. Era la segunda de cuatro hermanos. Fue a la escuela del pueblo, y aunque todos los niños de ese ambiente eran vascohablantes, los profesores no les dejaban hablar su idioma, y ellos hablaban en español.[cita requerida] Con la ayuda de su profesora pamplonesa Zipri Huarte, convenció a sus padres para seguir estudiando en la capital de Navarra y así Gastesi se fue a Pamplona a estudiar magisterio. Terminó sus estudios en 1952, y pasó sus primeros años como profesora en Uztegui. Tras casarse, regresó a Pamplona con su familia. En 1960, la Sociedad de Amigos del País de Pamplona fue fundada por unos activistas euscaldunes con la intención de crear una escuela. Mikela Gastesi puso en marcha la primera ikastola (escuela integral en euskera) para niños.
Estas fueron las palabras del director de la Sociedad:

"Euskalerriaren Adiskideek badugu Ikastola. (...) Ez da euskara erakusteko, lehenengo aritmetika edo lehenengo geografia euskaraz irakasteko baizik. Ikasketak Mikela Gastesik emango ditu. Gure laguntzaile honek hiru kualitate ditu (eginkizun horretarako): maistra tituluduna, euskalduna jaiotzez eta ikastoletan praktikatua. Esperimentu gisa hasiko den lehen ikasturte honetara pedagogia-metodo modernoak dakartza, beste 'ikastola' batzuetan emaitza bikainez frogatuak izan direlako."
«Los amigos del País Vasco tenemos una Ikastola. (...) No es para enseñar euskera, sino para enseñar la primera aritmética o la primera geografía en euskera. Los estudios los impartirá Mikela Gastesi. Esta asistente nuestra tiene tres cualidades [para esta tarea]: [es] una profesora cualificada, vascoparlante de nacimiento y ha ejercido [ya] en las escuelas. Este primer curso escolar, que comenzará como un experimento, trae métodos pedagógicos modernos, porque han sido probados con excelentes resultados en otras 'escuelas'.». 

De hecho, en Guipúzcoa, Gastesi conoció la metodología de Elbira Zipitria y el movimiento fundacional allí de las Ikastolas. Se convirtió en la primera maestra del colegio Nuestra Señora de Irantzu. En 1965, tenía 11 alumnos, y en 1969 el número había aumentado a 348 alumnos y 11 profesores bajo su dirección. En 1970, el Ministerio les retiró la legalización, y el colegio continuó bajo el amparo legal de la Sociedad de Amigos del País en Pamplona, bajo el nombre de Ikastola Uxue y dirigida por Gastesi. El colegio se dividió entonces en dos, la Ikastola San Fermín, en Cizur Menor, y la Ikastola Paz de Ziganda, en Mutilva Baja. Ya jubilada, se trasladó junto a su familia a San Sebastián, y tras vivir cinco o seis años en la capital guipuzcoana, pasó sus últimos años en Fuenterrabía.

## Reconocimientos
- En diciembre de 2019 fueron homenajeados en la exposición «Hemen baditun 14» (en euskera: Aquí hay XIV) en el Palacio del Condestable de Pamplona. Una exposición en homenaje a las mujeres que trabajaron por la promoción y normalización del euskera durante el siglo XX.[3][4][5]